# Kager (Pemfling)
Kager ist ein Gemeindeteil der Gemeinde Pemfling im Landkreis Cham (Oberpfalz, Bayern).

## Geographische Lage
Das Dorf Kager liegt etwa 60 km nordöstlich von Regensburg und etwa 10 km nordwestlich der Kreisstadt Cham und damit im östlichsten Landkreis des Bayerischen Regierungsbezirks Oberpfalz. Kager befindet sich innerhalb des Naturparks Oberer Bayerischer Wald.

## Geschichte

### Namensherkunft
Kager bedeutet so viel wie Pfahlwerk, dichtes Gesträuch, lebender Zaun.
Kag = Gehag, ahd = hac, mhd = hag lebende Hecke, kag = Erdauswurf mit Stauden.
Der Name ist sehr häufig und in vielen Gegenden Altbayerns und Österreichs anzutreffen.

### Geschlechtername
Im Mittelalter wird in dieser Gegend häufig das Geschlecht der Kagerer (alias Kager, von der Kager), die unter anderem auf Geigant (Lkr. Cham) ihren Sitz hatten, genannt. Dieses weitverzweigte deutsche Rittergeschlecht soll seinen Namen nach deren Stammburg Kager und dem Dorf Kager (später Kogerau bis 1945, heute Kolová), östlich von Königsberg a.d. Eger, geführt haben.

### Urkundliches über die Besitzverhältnisse
Die Region um Kager gehörte ursprünglich (ab 1009) zu den Besitzungen des Bistums Bamberg. Vorher gehörte es zum Kollegiatstift zur Alten Kapelle in Regensburg.
1413 erhält Ruprecht Donnersteiner in dem Streit um den Nachlass eines Pemflingers dessen sämtlichen Besitz ausgenommen „daz dorff zu kager mit allem zugehören, daz lehen ist von dem hochwirdigen Bystump zu Babenperg“. Um 1454 sind die Eyttenharter (Eittenharter) als Inhaber beglaubigt, von denen sich Ruprecht „zue der Kager“ nennt. Dieses Geschlecht war seit 1437 auch im Mitbesitz der Hofmark Pemfling.
Spätestens 1488 erfolgte die Erhebung Kagers zur Hofmark. Es hatte eine Sonderstellung unter den Hofmarken dieser Gegend inne: es war nicht immer vererbbar.
1518 hatte der Landsasse Mertein Ziegler (Zigler) das Lehen inne, der auch Burghüter zu Wetterfeld war. Ab 1539 findet sich Jörg von Murach als Inhaber. Auf ihn folgt 1550 als Mit-, dann Alleinbesitzer Endreß Georg von Murach, dann 1584 dessen Stiefsohn Hans Christoph Fuchs der Jüngere, der Kager durch Testament von seinem Stiefvater erhält. Im Steuerbuch von 1590 ist der gesamte Besitz des Fuchs unter Kager zusammengefasst, dabei wird Pemfling, Darstein, Döfering, Grafenkirchen, Löwendorf, Engelsdorf, Rhan, Balbersdorf und Rackelsdorf erwähnt, um nur die wichtigsten Dörfer zu nennen.
Fuchs verkauft Kager 1610 an den Obristen Georg Wolf Kolb von Raindorf, womit die endgültige Lösung aus dem Pemflinger Erbe erfolgte. Nachdem 1623 der Katholik und Münchner Wittelsbacher Maximilian I. die Obere Pfalz und somit auch Kager als Entschädigung für seine Kriegsdienste bekommen hatte, betrieb er mit aller Macht die Rekatholisierung Bayerns. Am 30. Dezember 1627 soll Georg Wolf von Raindorf auf Kager die Landesfürstliche Mahnung erhalten haben, entweder katholisch zu werden oder innerhalb von 10 Wochen sein Landsassengut zu verkaufen und wegzuziehen. Am 22. Februar 1628 wird Maximilian wirklich Herr der Oberpfalz. Am 26. April 1628 erlässt der Kurfürst das Religionsedikt: Entweder Übertritt zur katholischen Religion oder Verkauf des Eigentums und nach sofortiger Zahlung der Steuern Auswanderung. Kolb dient dem Kurfürsten weiterhin: Nach verschiedenen Schlachten wurde er 1647 als Generalwachtmeister Leitung der Befestigung der Stadt Cham. Blieb 1647 während des Abfalls des Generals von Werth dem bayerischen Kurfürsten treu. Ernennung 1647 zum Stiftshauptmann von Waldsassen, Feldmarschall-Leutnant, Kämmerer und Pfleger von Reichenberg-Pfarrkirchen.
Nach dem Dreißigjährigen Krieg kam Kager an die Familie Schwenck. Nach ihrem Vater Georg Andreas Mathias von Schwenck bewohnten das Gut Rittmeister Matthias von Schwenck, genannt „Georg Andreas Mathias Schwenck auf Kager“, der auch Stadtkämmerer in Cham war; er starb 1715 im Alter von 74 Jahren. Sein Grabstein befindet sich in Chammünster an der Außenmauer der Kirche. Sein Bruder Johann Friedrich von Schwenk ‚von und zu Kager‘, der am 6. Dezember 1724 mit 66 Jahren starb; sein Grabmal befindet sich in der Stamsrieder Kirche.
Am 4. Januar 1725 wird Baron Leopold Christoph Anton von Vieregg im Kirchenbuch als Besitzer des Landsassengutes Kager genannt. Er selbst wurde am 23. September 1705 als das achte von neun Kindern des Baron Ferdinand, Joseph de Vieregg, Baron von Gerzen, Mangern und Hohannesbrunn in Gerzen geboren, er starb am 17.04.1760. Mit seiner Frau hatte er sieben Kinder:
- *04.01.1725 Ferdinand Anton,
- *24.01.1726 Franz Anton Georg,
- *19.04.1727 Anna Maria Theresia Franziska Juliana,
- *28.10.1728 Christian Friedrich Simon Judas Thathäus,
- *20.02.1731 Maria Antonia Adelheid,
- *19.05.1734 Maria Anna Franciska Josepha,
- *27.12.1737 Josepha Theresia Maria Anna Monika Adelheid.

Ab 1734 nennen die Kirchenbücher den Vater: ‚Baron Anton de Vieregg de Gerzen und Kager‘.

Am 21. Mai 1753 heiratet Anna Maria de Viereck, Tochter des Besitzers des Gutes Kager, Franz Anton de Viereck, wohnhaft in Kager, den Baron Karl Joseph de Drechsel aus Deuffstetten. Karl Joseph von Drechsel stirbt mit 63 Jahren am 14. Juli 1785, seine Frau mit 64 Jahren am 4. Januar 1800.  Auch deren Sohn Joseph Maria Freiherr v. Drechsel (1754–1780) und der Enkel Karl Joseph Graf v. D. (*26.06.1778) nannten sich von bzw. auf Kager. 

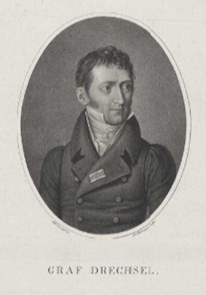
Karl Joseph von Drechsel, Deutsche Digitale Bibliothek

Dieser Karl Joseph von Drechsel wurde ein prägender Kopf der Ära Montgelas: Er wurde, nachdem Thurn und Taxis  schweres Fehlverhalten bei der Ausübung der Post nachgewiesen worden war, 1817 erster bayerischer Generalpostmeister.
Sein Urenkel Max Ulrich von Drechsel (* 03.10.1911) gehörte zur Gruppe der Widerstandskämpfer um Klaus von Stauffenberg.
Das Kirchenbuch, das die Trauungen von 1764 bis 1803 in der Pfarrei Cham St. Jakob aufführt, berichtet auf ein und derselben Seite für 1797 von Andreas von Moro und 'Franz Xaver de Vieregg et Kager', wohnhaft in Gerzen und Kager.

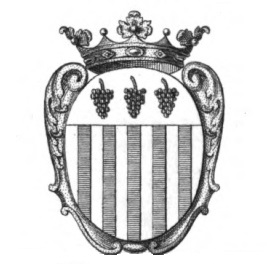
Wappen derer von Moro

Andreas von Moro (*07.02.1765 –†25.11.1829, jeweils in Hof bei Cham) kaufte 1800 von Baron von Drechsel für 28.000 Gulden das Landsassengut Kager. Das Innenministerium erteilt diesem 1820 die Genehmigung ein Patrimonialgericht II. Klasse zu bilden.

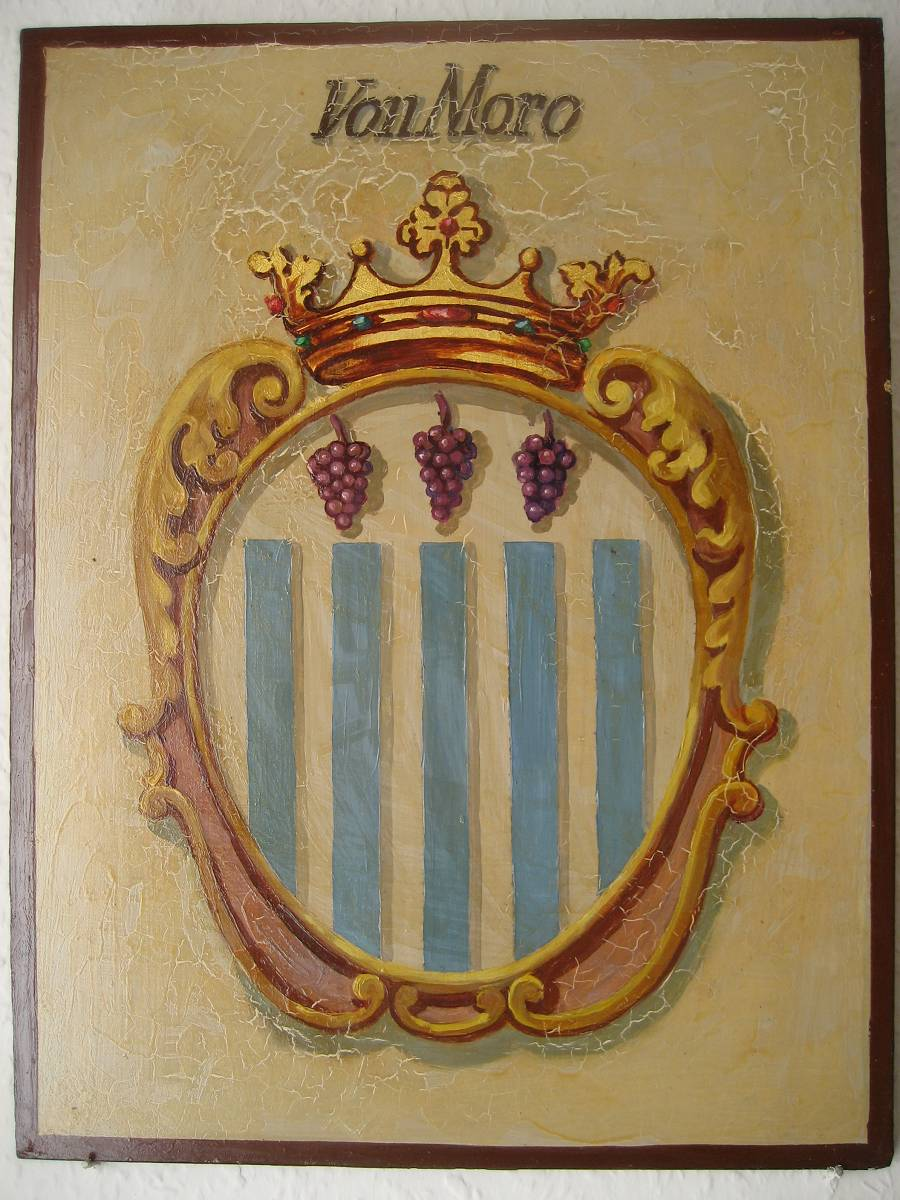
Wappen der von Moro, Edle aus Venedig, 1815 in den Bayerischen Adel aufgenommen

### Pfarreizugehörigkeit
Kager gehörte ursprünglich zur Pfarrei Pemfling, schloss sich aber Mitte des 16. Jh. der Pfarrei Stamsried an, da sich Pemfling zur Lehre Luthers bekannte, und blieb dadurch katholisch. Am 12. Juli 1867 wurde Kager wieder in die Pfarrei Pemfling gepfarrt.

### Entstehung des Dorfes – Kager heute

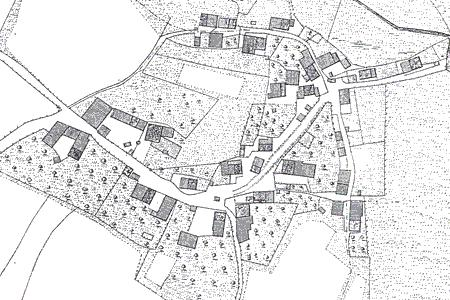
Ortsblatt von Kager 1831

Ursprünglich umgaben das Gut, das bis ins 18. Jh. auch mit Auf der Kager bezeichnet wurde, nur die zu ihm gehörigen Selden und Taglöhnerwohnungen. Durch die Aufteilung des Acker- und Wiesenlandes entstand aus der ehem. Hofmark Kager (der kleinsten geschlossenen Hofmark des Landgerichts Cham) das heutige Dorf. Im Jahre 1946 wurde die Gemeinde Kager aufgelöst und kam zu Pemfling. Damit war die selbständige Geschichte des alten Edelsitzes abgeschlossen.
Obwohl der natürliche Mittelpunkt eines Ortes, die Kirche, fehlt, macht der alte Teil des Dorfes noch heute einen selten geschlossenen Eindruck. Der einheitliche Ursprung aus dem alten Gutshof ist eindeutig. In jüngerer Zeit ist eine Siedlung (von den Einwohnern auch „Strasskager“ genannt) an der Straße, etwas außerhalb des alten Dorfes, entstanden.

### Burg Kager / Hofmarkschloss Kager
Liste der Baudenkmäler in Pemfling, Aktennummer: D - 3 - 72 -146 35

#### Lage
Die Burg Kager liegt auf dem höchsten Punkt eines ca. 20 m hohen, nach drei Seiten deutlich abfallenden Spornausläufers auf ca. 407 m ü. NN.

#### Bauentwicklung

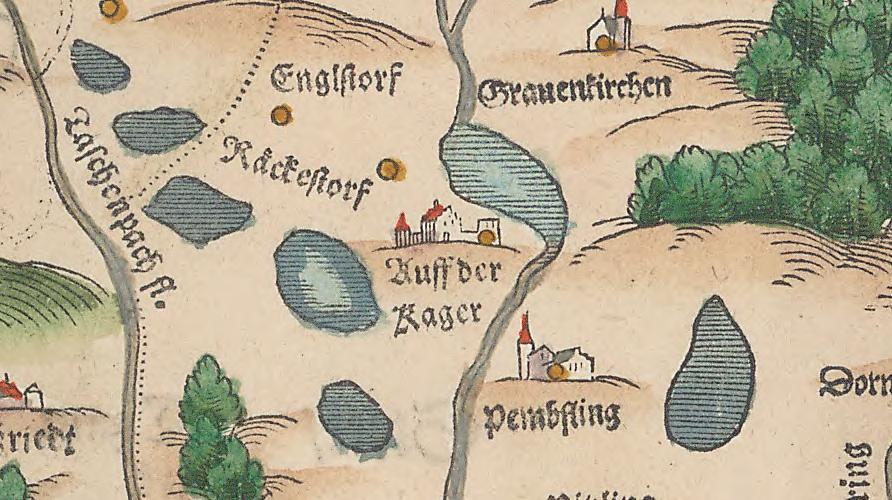
Kager auf der Apian-Karte von 1568

Die ursprüngliche Wohnburg dürfte in der zweiten Hälfte des 15. Jahrhunderts erbaut worden sein als Wohnburg und Hofmark der Eyttenharter bis 1518, dann wechselnde Besitzer. Auf der Apiankarte von 1568 sind die Gebäude beinahe so groß wie die bedeutenden Orte Runding und Arnschwang dargestellt und zeigen einen großen zweigeschossigen Bau mit Treppengiebel zwischen zwei Türmen. Mauern mit Schießscharten stellen die Verbindung dar. Vermutlich im Dreißigjährigen Krieg wurde es zerstört, die Wehranlagen wurden aufgegeben und nur das Hauptgebäude unter Verwendung älterer Teile, nur zweckmäßig, wieder aufgebaut. M. Wening bezeichnet es 1726 als „Hauß“.
Andreas von Moro kauft 1800 von Baron von Drechsel für 28000 Gulden das Landsassengut von Kager. Andreas von Moro wurde 1768 in Hof bei Cham als Neffe des dortigen Hofmarkbesitzers Johann Franz Sinzl geboren; der Vater von Andreas von Moro, Heinrich von Moro, war mit der Schwester des Hofmarkbesitzers verheiratet. Am 10. Mai 1815 wurde „Andreas Franz Heinrich von Moro, quittierter Hauptmann und Inhaber des Sitzes Kager, samt seinen Geschwistern und Abkömmlingen beiderlei Geschlechts, bei der Adelsklasse Lit.M.Fol. 237 Act.No.4475“ in das Adelsregister des Königreiches Bayern eingetragen. Sein Vater Heinrich von Moro (1730–1786, Hauptmann in bayerischen Diensten) und sein Großvater Johann Peter Franz Anton von Moro (1682–1778, Generalmajor und Stadt-Commandant von Landshut) waren „Edle aus Venedig“ und in bayerischen Diensten. 1820 erteilt das Innenministerium dem Andreas von Moro aus dem Adelsgeschlecht Moro die Genehmigung zur Errichtung eines Patrimonialgerichts II. Klasse.
1805 nimmt Andreas von Moro zusammen mit seiner Frau Antonia von Moro, geborene von Gleißenthal (*29.11.1764 in Schachendorf und getauft in Cham) Peter Moro als Pflegekind an. Peter Moro (geboren 1805 in Straubing, gestorben 1853 in Cham) ist der uneheliche Sohn des Johann Peter Joseph von Moro, bayerischer Hauptmann und Bruder von Andreas von Moro. 1824 schenken Andreas und Antonia von Moro von ihrem 240 Tagwerk umfassenden Landsassengut, Hausnummer 1 (heute Nr. 18), knapp 5 Tagwerk und das „Wohnhaus für einen Oekonomen mit einer Stallung und einem Stadel“ ihrem Pflegesohn, Hausnummer 34 (heute 20). 1826 beantragt Peter Moro, in den Akten auch 'Schlosstoni' genannt, den Neubau eines neuen Hauses, damals Hausnummer 33, heute Nr. 111.
Andreas von Moro stirbt am 25. November 1829. Nun wurde die Witwe Antonia von Moro als „Besitzerin von Kager“ geführt. Sie beschenkte Anton Moro im März und Juni 1831 und verkaufte 1831 Teile der Hofmark an das Königreich Bayern. 1833 und 1840 beschenkte Antonia von Moro, nun als „vormalige Gutsbesitzerin zu Kager“, erneut ihren Pflegesohn Anton Moro. Antonia von Moro stirbt 1844.

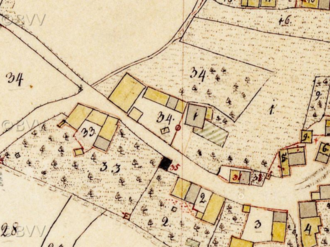
Schloss Nr. 1 (heute Nr. 18), Ökonomiegebäude Nr. 34 (heute Nr. 20), Neubau 1824 Nr. 33 (heute Nr. 111)

#### Heutiger Zustand
Von den alten Hofmarksgebäuden sind spärliche Mauerreste nur am Wohnhaus Nr. 20 zu erkennen: Mauern aus Bruchstein, die im unteren Geschoss bis 1,2 m dick sind, sich aber im 1. Stock auf 80 cm verjüngen. Zudem haben sich unter diesem noch spätmittelalterliche tonnengewölbte Keller erhalten. Das Gebäude ist stark modern überformt und verbaut. Weitere Mauerreste und ein Gewölbe wurden bei Baumaßnahmen in den 1960er Jahren in der Nachbarschaft angeschnitten.

## Wirtschaft – Einwohnerentwicklung
Um 1800 gehörte das Landsassengut Kager zu den Orten mit den zahlreichsten Leinwebern des Pfleggerichts Cham. Die abseitige Lage des Dorfes war dessen wirtschaftlicher Entwicklung jedoch nicht zuträglich. Heute bestehen nur noch wenige landwirtschaftliche Betriebe.
Die Einwohnerzahl nahm bereits im 19. Jh. ab. Es wird berichtet, dass im Jahre 1865 in Kager und im benachbarten Engelsdorf die
Ruhrkrankheit in „epidemischem Grade“ herrschte und kein Tag verging, an dem nicht Menschen an dieser Krankheit starben.
| Jahr | Einwohner |
| ---- | --------- |
| 1831 | 200       |
| 1861 | 183       |
| 1867 | 165       |

## Baudenkmäler

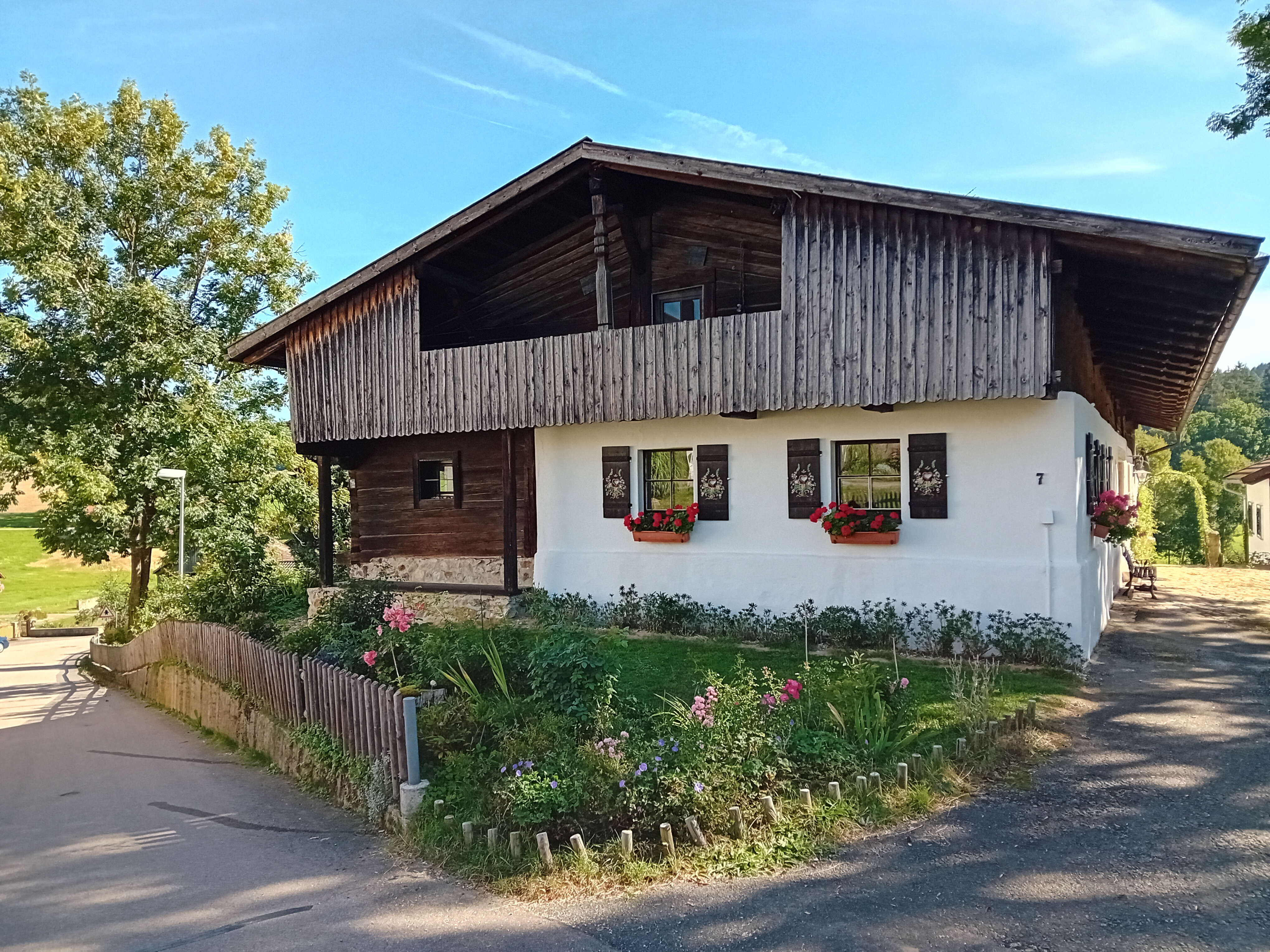
Kager, Waldlerhaus

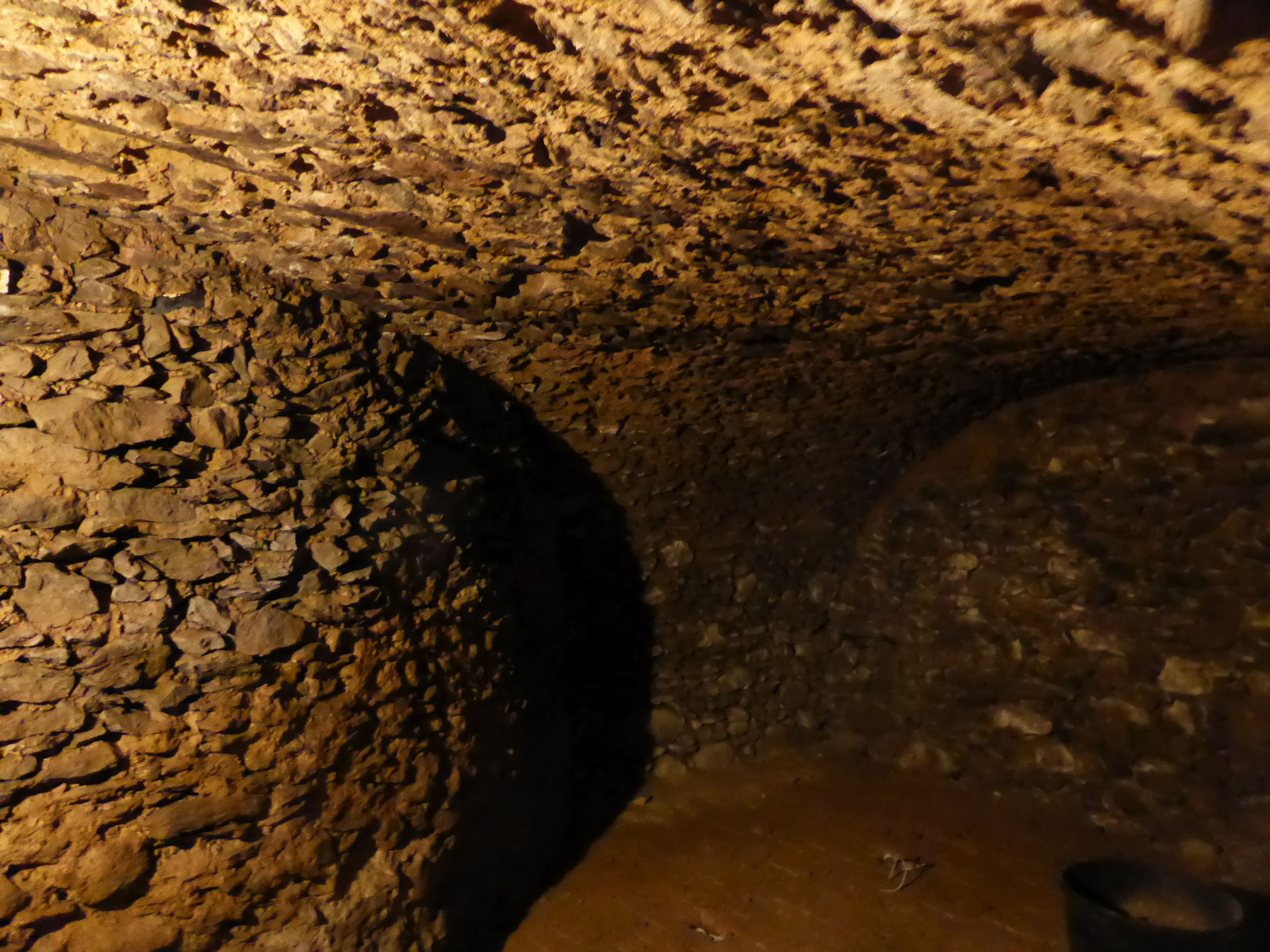
Kellergewölbe

- Haus Nr. 7: Waldlerhaus, eingeschossiger und giebelständiger Blockbau mit Flachsatteldach, gemauerter Eckstube und Giebelschrot, 18./19. Jh.
- Haus Nr. 20: Ehemaliges Nebengebäude des abgegangenen Hofmarkschlosses

## Bodendenkmal
- Abgegangenes Hofmarkschloss, zuvor mittelalterliche Burg.[44]

## Vereine
- Schützenverein Wildschütz Kager e. V.
- Freiwillige Feuerwehr Kager

## Veranstaltungen
„Kagerer Kirta“ (Kirchweihfest) jährlich im Juli

## Persönlichkeiten
- Albert Behaim (von Kager), auch Albertus Bohemus (* um 1190/1195; † wohl 1260): Bekannt geworden ist der Archidiakon, Domdekan von Passau und päpstliche Legat als fanatischer Gegner des Kaisers Friedrich II. Ob er tatsächlich aus Kager stammte wird allerdings kontrovers diskutiert.[45]
- Hans Jakob Kolb von Kager, genannt „der junge Kolb“ (* 1604; † 1670): Kurbayerischer Obristleutnant und 1643 Führer des Arkebusier-Regiments „Jung-Kolb“, das Johann von Werths Leibregiment war. 1644 wurde er zum Obristen befördert und erhielt das Kürassierregiment Kürnreiter. Nach der siegreichen Schlacht bei Herbsthausen empfing er von Maximilian I. eine goldene Ehrenkette.[46] 1646 und 1647 wurde er wegen des guten Verhaltens seines Regiments und seiner Treue mit churfürstlichen Lobschreiben ausgezeichnet. Zum 19. Juli 1647 bekam Kolb für seine Loyalität, nach der Flucht Werths ins kaiserliche Lager, dessen berühmtes Dragoner-Regiment. Es hieß nun ebenfalls „Jung-Kolb“. Sein bisheriges Arkebusier-Regiment löste man auf. 1649 nahm er Abschied aus bayerischen Diensten und trat in württembergische Dienste im Rang eines Generalmajors über. Am 25. Sept. 1649 vermählte er sich mit Anna von Herda und kam dadurch in den Besitz der Güter Domeneck, Assumstadt und Züttlingen. Weiterhin war er württ. Kriegsrat und Obervogt von Urach. Seine Grabstätte befindet sich in der Grabkapelle der Freiherren von Ellrichshausen. Sein Bruder war der berühmte bayerische Reiterführer Feldmarschallleutnant Andreas Kolb von Raindorf (* 1595; † 1666).